# San Francisco, Pacula
San Francisco är en ort i Mexiko.   Den ligger i kommunen Pacula och delstaten Hidalgo, i den centrala delen av landet, 170 km norr om huvudstaden Mexico City. San Francisco ligger 1 963 meter över havet och antalet invånare är 254.
Terrängen runt San Francisco är kuperad åt sydost, men åt nordväst är den bergig. San Francisco ligger uppe på en höjd. Runt San Francisco är det ganska glesbefolkat, med 22 invånare per kvadratkilometer. Närmaste större samhälle är Pacula, 10,3 km nordost om San Francisco. I omgivningarna runt San Francisco växer huvudsakligen savannskog.